# 莫阿帕瓦利 (內華達州)
莫阿帕瓦利（英語：Moapa Valley）是位於美國內華達州克拉克縣的普查規定居民點。

## 人口
根據2020年美國人口普查的數據，莫阿帕瓦利的面積為113.13平方千米，當中陸地面積為113.07平方千米，而水域面積為0.06平方千米。當地共有人口6289人，而人口密度為每平方千米55.59人。